# Thổ Chu-eilanden
De Thổ Chu-eilanden (Vietnamees: quần đảo Thổ Chu) zijn een archipel in de Golf van Thailand, in de Zuid-Chinese Zee. De eilanden zijn een onderdeel van het district Phú Quốc, in de Vietnamese provincie Kiên Giang.
De acht eilandjes, ten zuidwesten van het grotere eiland Phú Quốc zijn het hoofdeiland Thổ Chu-eiland (13,95 vierkante kilometer groot) en Hòn Cao, Hòn Cao Cát, Hòn Khô, Hòn Mô (ook Hòn Cái Bàn genoemd), Hòn Nhạn, Hòn Từ en Hòn Xanh. Er leven zo'n 2000 inwoners.
De eilanden zijn in het verleden onderdeel van een territoriaal conflict tussen Cambodja en Vietnam geweest. Op 10 mei 1975 hebben de Rode Khmer de eilanden bezet en vijfhonderd burgers meegevoerd naar Cambodja waar ze omgebracht werden. Van 24 tot 27 mei dat jaar konden de Vietnameese troepen het eiland heroveren. De Rode Khmer hebben in 1977 een nieuwe poging ondernomen de eilanden te bezetten maar werden teruggeslagen.